# Tutti figli di Mammasantissima
Tutti figli di Mammasantissima è un film del 1973 diretto da Alfio Caltabiano  con protagonista Ornella Muti diciottenne. È una commedia parodistica e sexy di tipo criminal-satirico (crime spoof), con ambientazione tra mafiosi siciliani nella Chicago del 1929.

## Trama
Assunta Morano è la figlia di Bug Morano, un boss siciliano trapiantato nella Chicago del 1929 dove vige il proibizionismo sulla vendita di alcolici.
Il padre partecipa alla lotta tra bande criminali per il controllo del mercato dell'alcool e delle case da gioco, ma i suoi uomini sono poco capaci, a cominciare dal fratello Lupo Morano.
L'obiettivo dei Morano è eliminare la cosca rivale dei cosiddetti "Irlandesi", guidati da "Il Reverendo". La figlia Santuzza è invece d'animo pacifico, sebbene passionale, e non partecipa dei piani della famiglia.
Con ansia i boss Marano stanno attendendo l'arrivo dalla Sicilia di un "mammasantissima" con il compito di rafforzare la squadra dei killer contro gli "Irlandesi". Questi arriva, ma non è né feroce né spietato; si chiama Salvatore Mandolea ed è un giovane bello ed  educato, possiede molta ironia ed abilità nel maneggiare mitra e lupara, ma è un buono, e soprattutto donnaiolo. Colpito dalla bellezza di Santuzza, se ne innamora.
La missione personale del giovane diviene segretamente conquistare Santuzza; ci riesce e scappa con l'intenzione di metterla incinta; anche lei lo ama quindi realizzano una classica fuitina e si sposano. Tornati tra le bande i due guideranno una battaglia per riappacificare ed unire le famiglie in lotta, facendo nascere un'unica grossa banda di mafiosi siciliani, meno mafiosi e meno incapaci, avendo ora a capo il mammasantissima di Santuzza.

## Distribuzione
Il film è stato distribuito nelle sale italiane a partire dal 24 agosto 1973.